# Sehungsbogen des Sirius (Altes Ägypten)
Der scheinbare Sehungsbogen des Sirius bezeichnet den Minimalabstand zwischen der unter dem Horizont stehenden Sonne und dem am sichtbaren Himmel befindlichen Stern Sirius, der notwendig ist, um heliakische sowie akronychische Auf- oder Untergänge beobachten zu können. Der wahre Sehungsbogen des Sirius definiert den Abstand zwischen dem tatsächlichen Standort von Sirius über dem Horizont und dem tatsächlichen Standort der Sonne unter dem Horizont.
Die Differenz zwischen diesen beiden Definitionen der Sehungsbögen beträgt während des heliakischen Aufgangs von Sirius etwa 0,3°. Der notwendige Sehungsbogen weist bei akronychischen Auf- und heliakischen Untergängen einen geringen Wert auf, da sich die Sonne am gegenüberliegenden Horizont befindet.

## Heliakische Auf- und akronychische Untergänge von Sirius

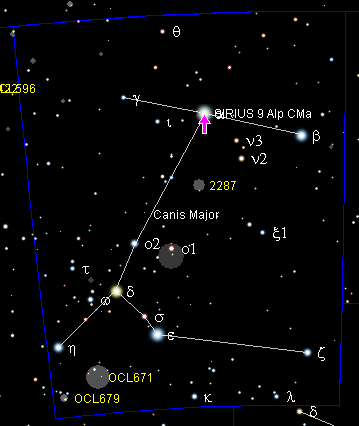
Position von Sirius

Sirius ist neben Canopus der einzige Stern, der ohne das Streulicht der Sonne während der Nacht, mit Ausnahme der Dämmerungszeiten, in einer Horizonthöhe von nahezu 0° gesehen werden kann. Sein scheinbarer heliakischer Aufgang erfolgt aufgrund der Auswirkungen von Refraktion und Extinktion knapp vier Minuten vor dem wahren heliakischen Aufgang.
In der Praxis ist für die Sichtung von Sirius während seines heliakischen Aufgangs der scheinbare Sehungsbogen maßgebend, obwohl Sirius tatsächlich etwa 0.3° tiefer steht. In astronomischen Berechnungen, die sich auf den Zeitpunkt des heliakischen Aufgangs von Sirius beziehen, werden daher jeweils die Daten des wahren und des scheinbaren Sehungsbogens von Sirius genannt.

### Klassische Berechnungsgrundlage
In früherer Zeit definierten die Astronomen aufgrund fehlender Computerprogramme und ungenauer Berechnungswerte den tatsächlichen Winkel zwischen Sonne und Sirius als Sehungsbogen des Sirius. Die Werte der astronomischen Refraktion, die durch Brechung der Lichtstrahlen von Himmelsobjekten den scheinbaren Standort bestimmt, war noch nicht Inhalt der klassischen Definition.
Hellenistische Astronomen setzten für Sirius im Alten Ägypten einen Sehungsbogen von 11° an, den zunächst die moderne Astronomie übernahm und für Berechnungen verwendete. Beobachtungen Ludwig Borchardts und anderer Ägyptologen in Theben, Asyut, Minia, Kairo und Heliopolis, die in den Jahren 1925 und 1926 durchgeführt wurden, veranlassten Paul Victor Neugebauer zu der Annahme, dass der zugehörige Sehungsbogen auf die Bandbreite 8,6° bis 9,4° reduziert werden müsse.
Nördliche Gebiete in Nildeltanähe lagen im oberen Bereich, südliche oberägyptische Regionen in der unteren Bandbreite. Nach weiteren Überarbeitungen ergab sich ein Mittelwert von 9°, der nun eine untere Bandbreite von 8,3° bis 8,5° umfasste, wobei der Wert 9° vier Sonnendurchmessern über dem Horizont entsprach. Neugebauer bezeichnete diesen Wert als „ägyptischen Normalsehungsbogen für Siriusfrühaufgänge“.
Im Jahr 1937 veröffentlichte Neugebauer jedoch Siriusberechnungen, die auf einem Sehungsbogen von 9,5° fußten. Seine veränderten veröffentlichten Daten begründete Neugebauer mit einer „Anpassung an die überlieferten Daten“; zudem war er überzeugt, dass es sich bei den überlieferten Siriusaufgängen um Beobachtungswerte handele, ohne jedoch dafür Belege nennen zu können.

### Sehungsbogenwerte
Ludwig Borchardt führte in den Jahren 1925 und 1926 Sichtungsbeobachtungen in Kairo und Theben durch. Dazu veröffentlichte er die folgenden Einträge, aus denen sich ableiten lässt, dass Sirius bei seinem heliakischen Aufgang 1926 in Theben etwa 38–40 Minuten und 1925 in Kairo etwa 42–44 Minuten vor Sonnenaufgang über der Horizontgrenze erschien, um nach weiteren fünf bis zehn Minuten die erforderliche Sichtbarkeitsgrenze zu erreichen.

„Kairo, 3. August 1925, 4:42 Uhr: Sirius mit freiem Auge sicher gesehen; er leuchtet weiß aus dem roten Schein der Dämmerung hervor. Höhe auf ungefähr 2° bestimmt; 5:16 Uhr oberer Sonnenrand tritt scharf über dem Mokattam heraus. Theben, 30. Juli 1926, 4:37 Uhr: Vom Orion nur noch die oberen Sterne sichtbar. Sirius zum ersten Male durch die Rötung, etwas Dunst, funkeln sehen; nicht wie in den beiden Vorjahren wie eine kleine Scheibe, sondern als scharfen Punkt; 5:11 Uhr oberer Sonnenrand sichtbar.“

| Heliakischer Aufgang Sirius |                           |        |                           |                           |                          |               |
| Jahr                        | Datum                     | Ort    | Scheinbarer Sonnenaufgang | Scheinbare Siriussichtung | Scheinbarer Sehungsbogen | Sichtungsform |
| 1925                        | 3. August (24. Achet III) | Kairo  | 5:16 Uhr                  | 4:42 Uhr (2,1°)           | 9,6°                     | Borchardt     |
| 1925                        | 30. Juli                  | Theben | 5:11 Uhr                  | 4:36 Uhr (1,3°)           | 9,3°                     | berechnet     |
| 1926                        | 3. August                 | Kairo  | 5:16 Uhr                  | 4:43 Uhr (2,1°)           | 9,4°                     | berechnet     |
| 1926                        | 30. Juli                  | Theben | 5:11 Uhr                  | 4:37 Uhr (1,3°)           | 9,1°                     | Borchardt     |
| 1927                        | 3. August                 | Kairo  | 5:16 Uhr                  | 4:43 Uhr (2,1°)           | 9,2°                     | berechnet     |
| 1927                        | 30. Juli                  | Theben | 5:11 Uhr                  | 4:38 Uhr (1,35°)          | 8,8°                     | berechnet     |
| 1928                        | 2. August                 | Kairo  | 5:16 Uhr                  | 4:44 Uhr (2,1°)           | 8,9°                     | berechnet     |
| 1928                        | 30. Juli                  | Theben | 5:11 Uhr                  | 4:35 Uhr (1,35°)          | 9,5°                     | berechnet     |

## Sehungsbogen im Alten Ägypten

### Grundlagen

Koordinatensystem des Horizonts, nördliche Erdkugelhälfte

Eine Rückübertragung des von Neugebauer ermittelten Sehungsbogens kann auf das Alte Ägypten nicht unverändert übernommen werden, da infolge der Präzession und der Eigenbewegung von Sirius die Aufgangsorte (Azimut) ständig pendeln. Eine gleichförmig vorgenommene Berechnung führt zu falschen Ergebnissen. Die in Richtung des Horizontes laufende Eigenbewegung des Sirius betrug bis zum Anfang des Alten Reiches gut drei Monddurchmesser, was etwa 1,7° entspricht und eine nach oben verschobene Position im Sternbild Großer Hund bedeutete sowie eine veränderte Form des altägyptischen Dreiecksternbildes der Sopdet bewirkte.
Bei der Sonne bewirkt die Schiefe der Ekliptik eine langfristige Verschiebung der Auf- und Untergangspunkte beziehungsweise eine wechselnde Deklination. Damit verbunden unterliegt auch der Sehungsbogen hinsichtlich der heliakischen Aufgänge von Sirius langfristig Schwankungen. Eine Minderung der Differenz zwischen Sonne und Sirius führt notwendigerweise zu einem höheren Sehungsbogen, während bei Zunahme der azimutalen Differenz der Sehungsbogen abnimmt. Die Beispielrechnung für den Ort Kairo macht diese Bewegungen deutlich (Himmelsrichtungen: N 0°, NO 45°, O 90°, SO 135°, S 180°, SW 225°, W 270° und NW 315°):
| Azimut von Sirius und Sonne (heliakische Aufgangssichtung) |                        |         |                |                |           |           |
| Jahr                                                       | Datum                  | Ort     | Sonnenposition | Siriusposition | Differenz | Anmerkung |
| 1925                                                       | G 3. August J 21. Juli | Memphis | 64,4°          | 110,4°         | 46°       | Borchardt |
| 139                                                        | G 18. Juli J 19. Juli  | Memphis | 60°            | 110°           | 50°       | berechnet |
| 239 v. Chr.                                                | G 14. Juli J 18. Juli  | Memphis | 59°            | 110°           | 51°       | berechnet |
| 1279 v. Chr.                                               | G 6. Juli J 17. Juli   | Memphis | 58°            | 112°           | 54°       | berechnet |
| 1909 v. Chr.                                               | G 30. Juni J 17. Juli  | Memphis | 57°            | 113,5°         | 56,5°     | berechnet |
| 2769 v. Chr.                                               | G 23. Juni J 16. Juli  | Memphis | 57°            | 117°           | 60°       | berechnet |

Die Entwicklung der scheinbaren Helligkeiten wichtiger heller Sterne im Laufe der Zeit.

Die seit dem Alten Reich langsam abnehmende azimutale Distanz von Sirius zur Sonne lässt  zunächst eine Vergrößerung der Sehungsbogenwerte vermuten. Dagegen spricht jedoch die stetige Zunahme der scheinbaren Helligkeit von Sirius. Im Rückschluss bedeutet dies für die Epoche des Alten Reiches eine geringere Leuchtkraft von Sirius, da Sirius zu diesem Zeitpunkt nur eine scheinbare Helligkeit von −1,42mag besaß. Als weiterer Faktor sind die veränderten Werte der Refraktion zu berücksichtigen, die für jeden Beobachtungsort individuelle Sehungsbogenwerte ergeben. Die früheren klimatischen Verhältnisse bedeuten gegenüber der Gegenwart im Ergebnis wiederum einen geringeren Sehungsbogen für das Alte Ägypten.
Die von Ludwig Borchardt vorgenommenen Untersuchungen in den Jahren 1925 und 1926 belegen ein Nord-Süd-Gefälle. In Unterägypten lagen die Sehungsbogenwerte an der oberen Grenze bei oder über 9°; in Oberägypten dagegen bei oder unter 8°. Jede Veränderung der Sehungsbogenwerte beeinflusst das Erreichen der Sichtbarkeitsgrenze bezüglich der notwendigen Minutendifferenz zwischen Sirius- und Sonnenaufgang. Der von Neugebauer verwendete durchschnittliche Sehungsbogen von 9,5° bedeutet im Ergebnis eine Abweichung seiner Datierungen von mindestens ein bis zwei Tagen für die Werte des von ihm gewählten Bezugsortes Memphis. Christian Leitz vertritt die Auffassung, dass im Alten Ägypten für die Region Memphis aufgrund seiner früheren Berechnungen für die Jahre 1314–1311 v. Chr. ein Sehungsbogen von mindestens 8,6° und maximal 9,4° notwendig war, woraus er einen durchschnittlichen Wert von 9,0° als „sicheren Mittelwert“ ansetzt und 1314–1311 v. Chr. den heliakischen Aufgang von Sirius auf die Tage des 18. beziehungsweise 17. Juli (julianischer Kalender) datiert.
Unter Berücksichtigung der Borchardtschen Sichtungshöhe von etwa 2°Für die Region Memphis/Kairo lag der Sehungsbogen für die von Christian Leitz genannten Jahre jedoch zwischen 8,3° und 7,3°. Der Ägyptologe Rolf Krauss setzt in Übereinstimmung der Borchardtschen Werte und unter Berücksichtigung der azimutalen Differenz für das Jahr 1313 v. Chr. den 16. Juli (julianischer Kalender) als Tag des heliakischen Aufgangs von Sirius in der Region Memphis an, was einem Sehungsbogen von 7,4° und einer Sichtung des Sirius um 4:21 Uhr entspricht; etwa 11 Minuten nach Erreichen der Horizonthöhe und etwa 30 Minuten vor Sonnenaufgang. Diese Werte weichen nur minimal von der Borchardtschen Sichtung in 1925 ab, da bei dem damaligen Sehungsbogen die Differenz bei durchschnittlich 43 Minuten lag.

### Beobachtungen der heliakischen Sirius-Aufgänge
Im siebten Regierungsjahr von Sesostris III. teilte ein rangniederer Tempelbediensteter dem Vorlesepriester des Tempels der Pyramidenstadt von Sesostris II. bereits 21 Tage vor dem heliakischen Aufgang von Sirius das besondere Ereignis mit:

„Du sollst wissen, dass der heliakische Aufgang von Sirius auf dem 16. Tag des vierten Monats im Winter stattfindet. Verkünde es den Priestern der Stadt von Sechem-Sesostris-maa-cheru sowie Anubis auf dem Berg.“

Zur gleichen Zeit wurden die heliakischen Aufgänge von Sirius in den Sargtexten hinsichtlich der Diagonalsternuhren vermerkt. Christian Leitz und Rolf Krauss sehen es daher als wahrscheinlich an, dass zumindest mit Aufkommen der Diagonalsternuhren der Aufgang des Sirius aus anderen Sternaufgängen abgeleitet und somit nicht mehr direkt beobachtet wurde. Damit einhergehend besteht die Möglichkeit, dass kein direkter Zusammenhang des Sehungsbogens mit dem heliakischen Siriusaufgang seit der 12. Dynastie bestanden hatte. Die Tabelle listet die tatsächlichen Sehungsbögen und Datierungen aller in Frage kommenden Bezugsregionen für den Zeitraum zwischen dem Ende der 11. und Mitte der 12. Dynastie auf.
| Sehungsbogen von Sirius beim heliakischen Aufgang (Julianischer Kalender) |                     |                     |                     |                     |                    |
| Jahr                                                                      | Alexandria          | Kairo               | Memphis             | Theben              | Elephantine        |
| 2000 v. Chr.                                                              | 7,4° (17. Juli)     | 7,5° (15. Juli)     | 7,5° (15. Juli)     | 7,9° (11. Juli)     | 7,4° (9. Juli)     |
| 1830 v. Chr.                                                              | 7,4° (17./18. Juli) | 7,4° (15./16. Juli) | 7,5° (15./16. Juli) | 8,0° (11./12. Juli) | 7,6° (9./10. Juli) |